# Stemmiulus beroni
Stemmiulus beroni är en mångfotingart som beskrevs av Jean-Paul Mauriès 1989. Stemmiulus beroni ingår i släktet Stemmiulus och familjen Stemmiulidae. Inga underarter finns listade i Catalogue of Life.